# Loadout
Loadout est un jeu vidéo de tir à la troisième personne développé et édité par Edge of Reality, sorti en 2014 sur Windows.
Les serveurs du jeu ont fermé le 24 mai 2018.

## Accueil
- GameSpot : 7/10 [1]
- IGN : 6,9/10 [2]